# علاء الدين بابكر
علاء الدين بابكر أحمد عبد الله (16 ديسمبر 1984 -) لاعب كرة قدم سوداني سابق.

## المسيرة المهنية
لعب علاء الدين مهاجماً لناديي الهلال والمريخ. وبدأ مسيرته في نادي اتحاد بورتسودان وكانت له تجربة خارج السودان مع نادي الشمال القطري. قبل أن يختتم مشواره الكروي في نادي أهلي مدني.
كما مثل منتخب السودان لكرة القدم وشارك معه في كأس الأمم الأفريقية 2008، حيث سجل هدف الفوز في التصفيات المؤهلة للبطولة في مرمى المنتخب التونسي والتي انتهت 3-2.
كان علاء الدين بابكر يُعرف بلقب «طيارة» وذلك لأنه يعاني من رهاب الطيران، حيث لم يكن يسافر مع بعثات الأندية الخارجية، باستثناء بعثة المنتخب في كأس الأمم الأفريقية 2008 التي أقيمت في غانا.

## الإنجازات

### مع الهلال
- الدوري السوداني الممتاز (4): 2003، 2004، 2005، 2006.
- كأس السودان (1): 2004.

### مع المريخ
- الدوري السوداني الممتاز (1): 2008.
- كأس السودان (2): 2007، 2008.